# Prionolobus acanthophorus
Prionolobus acanthophorus là một loài rêu trong họ Cephaloziellaceae. Loài này được S. Hatt. mô tả khoa học đầu tiên năm 1944.